# Heracula
Heracula é um gênero de traça pertencente à família Arctiidae.